# Эволюционная психология религии
Эволюционная психология религии — это изучение религиозных убеждений с использованием принципов эволюционной психологии, а также один из подходов в психологии религии. Утверждается, что функциональная структура мозга, как и всех других органов и их функций, имеет генетическую основу и поэтому подвержена влиянию естественного отбора и эволюции. Эволюционные психологи стремятся представить религию как когнитивный процесс, через понимание функций выживания и воспроизводства, которым он может служить.

## Механизмы эволюции
Большинство ученых в целом поддерживают идею того, что склонность к религиозному поведению возникла в самом начале истории человечества. Тем не менее, существуют разногласия по поводу точных механизмов, подкреплявших эволюцию религиозного сознания. Так, выделяются два философских мнения в этом вопросе. Во-первых, сама религия возникла в результате естественного отбора и является формой адаптации, и в этом случае создает определенное эволюционное преимущество. Во-вторых, религиозные верования и поведение, например, концепция изначального божества, могли возникнуть как побочные продукты других адаптивных черт, а не как результат основанного на преимуществах выбора.
Религиозное поведение часто связано со значительными издержками — включая экономические ограничения, сексуальное воздержание, опасные ритуалы или время, которые можно было бы использовать для другой деятельности. Предполагается, что естественный отбор должен действовать против религиозного поведения, если только отбор этот или что-либо еще не демонстрирует значительные преимущества последнего.

### Религия как форма адаптации
Смотрите также: Концепция гандикапа
Ричард Сосис и Кэндис Алькорта рассмотрели несколько известных теорий адаптивной ценности религии. Многие из них являются «теориями социальной солидарности», согласно которым религия эволюционировала с целью усиления сотрудничества и сплоченности внутри групп. Членство в группе, в свою очередь, дает преимущества, повышающие шансы человека на выживание и воспроизводство. Эти преимущества варьируются от связанных с согласованием действий до послабления в строжайших правилах поведения.
Сосис также исследовал около 200 утопических общин в США XIX века, как религиозных, так и светских (в основном социалистических). 39 процентов религиозных общин продолжали функционировать и через 20 лет после основания, тогда как из светских общин функционировали только 6 процентов. Количество дорогостоящих жертв, которые религиозная община требовала от своих членов, напрямую влияло на ее долговечность, в то время как в светских общинах требование дорогостоящих жертв с выживаемостью общины связи не имело, и большинство светских общин исчезли в течение 8 лет. Сосис цитирует антрополога Роя Раппапорта , который утверждает, что ритуалы и законы более эффективны, имея в своем образе сакральный компонент. Социальный психолог Джонатан Хайдт приводит исследование Сосиса в своей книге  «Праведный разум» 2012 года как лучшее доказательство того, что религия является адаптивным решением «эффекта безбилетника», допуская сотрудничество без включения родственного отбора. Исследователь в области эволюционной медицины Рэндольф М. Нессе и биолог-теоретик Мэри Джейн Вест-Эберхард вместо этого утверждали, что, поскольку люди с альтруистическими тенденциями предпочтительны в качестве социальных партнеров, они получают преимущества в плане пригодности лишь благодаря социальному отбору; при этом Нессе утверждал, что социальный отбор позволяет человеку как виду выстраивать высокоуровневую кооперацию и развивать способность создавать культуру.
Теория «эусоциальности» Эдварда О. Уилсона упорно представляет сплоченность группы в качестве стимула для развития религии. Уилсон утверждает, что особи небольшого процента видов (включая homo sapiens, муравьев, термитов, пчел и некоторых других) дублируют свои гены, присоединяясь к одной из множества конкурирующих групп. Далее он постулирует, что у homo sapiens, благодаря огромному переднему мозгу, сложилось сложное взаимодействие между групповой эволюцией и эволюцией индивида внутри группы.
Эти теории социальной солидарности могут помочь объяснить болезненную или опасную природу множества религиозных ритуалов. Так, концепция гандикапа предполагает, что подобные ритуалы могут служить публичными и с трудом поддающимися подделке сигналами об искренней приверженности индивида конкретной группе. Поскольку попытка обмануть систему принесла бы значительную выгоду (например, от пользования преимуществами групповой жизни без каких-либо возможных затрат), ритуал не был чем-то простым, к чему можно было бы отнестись легкомысленно. Военная кампания является хорошим примером затрат на групповое сосуществование; Ричард Сосис, Ховард К. Кресс и Джеймс С. Бостер провели межкультурное исследование и выяснили, что мужчины из активно участвующих в войне сообществ действительно подчиняются самым затратным ритуалам.
Исследования, показывающие прямую положительную связь религиозной практики со здоровьем и долголетием, являются более противоречивыми. Гарольд Г. Кениг и Харви Дж. Коэн обобщили и оценили результаты 100 исследований на базе персональных свидетельств, в которых последовательно изучалась взаимосвязь между религией и благополучием человека. Было установлено, что 79% случаев показали положительное влияние. Такие исследования часто освещаются в СМИ;  так, в одном из выпусков NPR 2009 года освещались выводы профессора Университета Майами Гейл Айронсон о том, что вера в Бога и сильное чувство духовности напрямую связаны с более низкой вирусной нагрузкой и улучшением иммунных клеток у пациентов с ВИЧ. Тем не менее, New York Times процитировала доктора Ричарда П. Слоана из Колумбийского университета, который сказал, что «... нет по-настоящему убедительных доказательств того, что существует связь между религиозной приверженностью и здоровьем». Продолжаются споры о достоверности этих выводов, которые не обязательно демонстрируют прямую причинно-следственную связь между религией и здоровьем. Марк Стибич утверждает, что четкая корреляция существует, но причина ее остается неясной. Критика эффектов подобных плацебо, а также преимущества религии как дающей смысл жизни части внутреннего мира, базируется на том, что подобных целей могут достичь механизмы и менее сложные, чем религиозное поведение.

### Религия в качестве побочного продукта
Стивен Джей Гулд приводит религию в качестве примера экзаптации или антревольта, но не выделяет определенную черту, на которую естественной отбор  мог бы подействовать. Однако он поддерживает предположение Фрейда о том, что наш большой мозг развился по другим причинам  и тем самым сформировал сознание. И когда уже начало сознания заставило людей столкнуться с концепцией личной смертности, религия могла быть одним из решений данной проблемы.
Другие исследователи обратили внимание на конкретные психологические процессы, которым естественный отбор мог способствовать наряду с религией. Такие механизмы могут включать в себя способность делать выводы о присутствии организмов, которые могут причинить вред (антропоморфизм), способность придумывать причинно-следственные связи для природных явлений (этиология) и способность осознавать, что у других людей есть собственный разум со своими убеждениями, желаниями и намерениями (теория разума). Эти три формы адаптации (помимо остальных) позволяют людям представить физическое воплощение разума, стоящего за теми явлениями, которые иначе объяснить было невозможно - например, гром, молния, движение планет или сложность жизни.
Паскаль Буайе в своей книге "Объясняя религию: Природа религиозного мышления" предполагает, что простого объяснения религиозному сознанию нет. Он опирается на идеи когнитивных антропологов Дэна Спербера и Скотта Атрана о том, что религиозное познание представляет собой побочный продукт различных эволюционных адаптационных механизмов, включая фолк-психологию. Он утверждает, что одним из таких факторов является то, что в большинстве случаев людям было выгодно запоминать концепции, которые «минимально противоречили их ощущениям», и которые несколько отличаются от повседневной жизни, а еще ненамного противоречат врожденным ожиданиям о том, как устроен мир. Одной из таких концепций и является бог, который  похож на людей во многих аспектах, но гораздо более могущественен, а вот бог абстрактный, подробно обсуждаемый теологами, зачастую слишком противоречит народной интуиции. Эксперименты подтверждают, что религиозные люди рассуждают о своем боге в антропоморфных терминах, даже если это противоречит более сложным теологическим доктринам данной религии.
Пьер Льенар и Паскаль Буайе предполагают, что люди эволюционировали в «систему предупреждения опасности», что позволило им обнаруживать потенциальные угрозы в окружающей среде и пытаться отреагировать соответствующим образом. Считается, что некоторые особенности ритуального поведения, часто являющиеся главной особенностью религии в целом, являются отправной точкой данной системы. К ним относятся повод для ритуала (часто предотвращение или устранение опасности или зла); вред, который, как считается, является результатом невыполнения ритуала; и подробные рецепты правильного отправления ритуала. Лиенар и Бойер обсуждают возможность того, что чувствительная система предупреждения опасностей сама по себе могла обеспечить развитие физической формы, и что религия затем «связывает индивидуальные, неуправляемые тревоги с согласованными действиями с тревогами других и тем самым делает их более терпимыми или значимыми».
Джастин Л. Барретт в своей книге «Зачем кому-то вообще верить в Бога?» предполагает, что вера в Бога естественна, потому что происходит от умственных способностей, которыми обладают все люди. Он предполагает, что структура и развитие человеческого сознания делают веру в существование верховного бога (обладающего такими качествами, как сверхзнание, сверхмощь и бессмертие) очень привлекательной. Он также сравнивает веру в Бога с верой в другие цивилизации и посвящает главу рассмотрению эволюционной психологии атеизма. Он предполагает, что одним из основных ментальных модулей в мозгу является «Устройство обнаружения гиперактивного воздействия» (HADD), еще одна потенциальная система для определения опасности. Система эта может способствовать выживанию, даже будучи сверхчувствительной: лучше избежать воображаемого хищника, чем быть убитым настоящим. Это, как правило, поощряет веру в призраков и духов.
Хотя гоминиды, вероятно, начали использовать свои развивающиеся когнитивные способности для удовлетворения базовых потребностей, таких как питание и размножение, сторонники теории управления страхом смерти считают, что это произошло раньше возникновения значимого самосознания (а значит, и конца самосознания вообще). Осознание смерти стало крайне разрушительным побочным продуктом предыдущих адаптивных функций. Возникающая в результате тревога угрожала подорвать эти самые функции и, следовательно, нуждалась в урегулировании. Любое общественное формирование или деятельность, которые должны были быть широко приняты массами, должны были обеспечить средства борьбы со страхом смерти. При этом основная стратегия заключалась в том, чтобы «стать ценным человеком в мире смысла… обрести чувство собственного достоинства [через] созидание и поддержание культуры», поскольку это противоречило бы представленному чувству незначительности, вызванному смертью, и обеспечивало бы:
1) символическое бессмертие через наследие культуры, живущей за пределами физического я («земное значение»)
2) буквальное бессмертие, обещание загробной жизни или продолжающееся существование, обозначенное в религиях («космическое значение»).

### Религия как мем
Смотрите также: Мемы
Ричард Докинз в своей книге Эгоистичный ген предполагает, что с точки зрения культуры мемы действуют подобно генам, поскольку подвергаются естественному отбору. В другой работе, «Бог как иллюзия», Докинз продолжает мысль и утверждает, что, поскольку религиозные истины не могут быть подвергнуты сомнению, сама их природа побуждает религии распространяться подобно «психическим вирусам». В такой ситуации необходимо, чтобы неспособные подвергнуть сомнению свои убеждения люди стали более биологически приспособлены чем те, кто в своих убеждениях могут сомневаться. Так можно сделать вывод, что священные писания или устные традиции создали образец поведения, который повысил биологическую приспособляемость верующих людей. Количество людей, которые были способны бросить вызов убеждениям, даже если те были абсолютно невероятными, постепенно сокращалось.
Такая модель поведения подтверждает, что религия является побочным продуктом когнитивных преобразований человеческого мозга, которые возникли в прошлом для решения проблем выживания и размножения. Первоначальные представления о сверхъестественных силах могут возникать из-за склонности людей «переоценивать» присутствие других людей или хищников (например: на мгновение ошибочно принять виноградную лозу за змею). Или человек мог сообщить, что почувствовал чье-то приближение, но ощущение исчезло, когда он обернулся.
Истории об этих переживаниях особенно часто пересказываются, передаются и приукрашиваются из-за присутствия в них описаний для стандартных онтологических категорий (человек, артефакт, животное, растение, природный объект) с парадоксальными свойствами (невидимые люди, дома, которые помнят, что в них происходило, и т. д.). Эти истории становятся еще более заметными, когда они сопровождаются активацией ненарушенных ожиданий относительно онтологической категории (дома, которые «помнят», активируют нашу интуитивную психологию разума; т.е. мы автоматически приписываем им мыслительные процессы).
Одним из атрибутов нашей интуитивной психологии сознания является заинтересованность людей жизнью остальных. Это может привести к тенденции к неизбежной перекрестной связи концепций сверхъестественных сил с человеческими интуитивными моральными чувствами, и получить эволюционные поведенческие принципы поведения. Кроме того, присутствие мертвых тел создает дискомфортное когнитивное состояние, в котором сны и другие ментальные модули (идентификация человека и прогнозирование поведения) продолжают работать независимо от реальности, вызывая несовместимые ощущения относительно того, что мертвые каким-то образом все еще живы. Когда это сочетается с человеческой предрасположенностью рассматривать несчастье как социальное событие (чью-то ответственность, а не результат механических процессов), это может активировать интуитивный модуль «готовности к обмену» в теории человеческого сознания. И это приводит к попыткам людей взаимодействовать и "торговаться со своими сверхъестественными силами", то есть проводить ритуал.
В достаточно большой группе некоторые люди будут казаться более опытными в этих ритуалах, чем другие, и станут специалистами. И сообщества эти будут расти и сталкиваться с другими, возникнет конкуренция, и эффект «выживания наиболее приспособленных» может заставить практикующих изменить свои концепции, чтобы предоставить более абстрактную, более приемлемую версию. В конечном итоге специалисты-практики образуют сплоченную группу или гильдию с сопутствующими политическими целями (религия).

## Дополнительные ссылки
- Подходы к изучению религии в современной эволюционной психологии
- Может ли эволюционная психология объяснить феномен террористов-самоубийц?
- Is Religion Adaptive? Yes, No, Neutral, but Mostly, We Don't Know